# Варава Валентина Юріївна
Валенти́на Ю́ріївна Вара́ва — українська освітянська і громадська діячка. Член спілки журналістів України.

## З життєпису
Педагог за першою освітою, за другою — психолог. Працювала вчителем, займалася новаціями. Потім — заступником, впродовж 10 років — головною редакторкою всеукраїнської педагогічної газети «Завуч». Пішла з редакції, щоб стати директоркою вальдорфської школи; по тому подалася в науку — писала роботу на тему «Дистанційне навчання у викладанні природничих дисциплін». Роботу не доробила через Майдан. Пішла в академвідпустку — і звільнилася.
З 1 грудня 2013 року пастор Ральф-Гергард Гаска відкрив для всіх двері лютеранської церкви — в тому числі і для групи волонтерів, яка потім створили ГО «Ініціатива Е+». Займалася волонтерською допомогою під час епідемії «ковіду».

## Нагороди
- Орден «За мужність» III ступеня[1]
- відзнака Президента України «Золоте серце»[2]